# Harald W. Lauesen
Harald Wilhelm Lauesen (8. april 1913 – 6. oktober 1989 Bodum ved Åbenrå) var en dansk-tysk maler.

## Opvækst og uddannelse i mellemkrigstidens Tyskland
H.W. Lauesen blev født i Biebrich am Rhein, som var en forstad til Wiesbaden. Hans farfar var født i Brøns. Hans forældre var Auguste Elise Franziska Elsa Lauesen (født Erhardt) og farver og fabriksejer Johan Peter Lauesen (død 1929), der som ung var emigreret fra det tyske mindretal i Danmark. Den ellers velhavende familie kom i økonomiske vanskeligheder ved udbruddet af 1. verdenskrig, og den flyttede derfor i 1920 til Ditmarsken. I 1924 flyttede familien til Mainz, og her blev Lauesens kunstneriske evner udviklet på en privat kunstskole i Frankfurt am Main. Skolen blev drevet af den tyske ekspressionist Max Beckmann, men forholdene var ikke gode, og Beckmann var ikke nogen stor pædagog.
I 1927 begyndte Lauesen på Kunst- und Gewerbe-Schule i Mainz, en tre et halvt år lang uddannelse. Samme år indtrådte han i Hitlerjugend, og han oplevede en ungdommelig naiv begejstring for den gryende nazisme. Han steg i graderne inden for bevægelsen, men da han en dag blev vidne til kammeraternes vold og hærværk mod jødiske butikker, gik det op for ham, hvad ideologien gik ud på. Han prøvede at stoppe hærværket, men blev i stedet selv tævet, og derefter blev indkaldt til de overordnede for sine "jødesympatier". Ved mødet tog han sine ærestegn og kastede dem i hovedet på de overordnede, hvorefter han meldte sig ud af bevægelsen (officielt ekskluderet).
Lauesen blev reklametegner og flyttede 1932 til Düsseldorf for at gå på kunstnerakademiet i byen. På akademiet var mange kendte kunstnere, bl.a. Paul Klee, Werner Heuser, Ewald Matare og Heinrich Camperdonk. Især Klee blev Lauesens forbillede, og hans arbejder fra denne periode vidner om inspirationen. Hans malerier havde foruden symbolladede motiver også et stærk antinazistisk indhold. Men ved Hitlers magtovertagelse i 1933 blev han og Klee hurtigt genstand for nazisternes forfølgelser. Klee blev afskediget, og Lauesen blev erklæret statsløs. Det blev umuligt for Lauesen at finde beskæftigelse, og årene 1933 og 1934 tilbragte han som landstryger på landevejene sammen med sigøjnere og vagabonder. Han prøvede samtidig at komme ud af Tyskland, og i Flensborg fandt han ved en tantes hjælp ud af, at hans farfar med familie i 1864 havde ansøgt om og fået bevilget dansk statsborgerskab. Lauesen kunne derfor selv påberåbe sig dansk statsborgerskab og fik dansk pas. Han bar siden altid sit pas på sig, da oplevelsen af at være statsløs var det værste, han var kommet ud for.

## Kunstner i Danmark
December 1934 ankom han med sin bror Peter til København. Lauesen tjente til opholdet gennem mange forskellige løse jobs. Men han arbejdede kun i korte perioder. Når han havde sparet lidt op, sagde han op og beskæftigede sig udelukkende med kunsten. Han debuterede i Danmark på Kunstnernes Efterårsudstilling, og han deltog i 1936 på Charlottenborg Forårsudstilling. Galleriejer Margrete Basse-Fønns gav ham en separatudstilling samme år og hjalp ham desuden med at promovere sine arbejder i hans tidlige år. I 1937 lavede Lauesen en serie træsnit forestillende Jesu lidelseshistorie. Lauesen blev efterhånden en etableret kunstner i Danmark, men efter besættelsen 1940 blev han på Det Kongelige Danske Kunstakademi ofte genstand for danske kunstneres hån på grund af sin tyske herkomst. Hans oplevede en identitetskrise og rejste i 1941 til Tyskland for at besøge venner og steder fra sin fortid. Rejsen blev dog en dyb skuffelse, den politiske situation havde ændret alt, og han fandt ikke den tilknytning, han havde håbet. Han vendte tilbage til Danmark i 1942 og udførte bl.a. billedet Lot og hans døtre, som er et udtryk for den rådvildhed, han selv følte.
1943 blev han af Akademirådet tildelt en kunstnerbolig i kunstnerbyen ved Utterslev Mose i Søborg. Han søgte ind på billedhuggerskolen for at videreudvikle sin plastiske formsans og fik her professor Johannes Bjerg som lærer. Desuden ændrede han malerstil til en ekspressionistisk æstetik inspireret af Edvard Munch. 1945 vandt han førstepræmie i en konkurrence udskrevet af kunsthandler Georg Kleis. Motivet skulle være et motiv fra Danmarks historie siden 1940, og Lauesen havde malet et billede af en familie i det øjeblik, at tyske soldater træder ind i deres stue.

## Æressagen
Berlingske Tidende bragte dagen efter afgørelsen en artikel, der såede tvivl om kunstnerens politiske tilhørsforhold under krigen, baseret på tidligere akademikammeraters vidneudsagn. Dette startede en strøm af artikler i alle dagblade, der beskyldte Lauesen for nazistiske sympatier, bl.a. med udsagn fra professor Sigurd Wandel. Kleis ville ikke tage præmien fra Lauesen, men han udstedte i stedet en ny præmiesum, der skulle uddeles ved en ny bedømmelse af de indsendte billeder uden Lauesens medvirken.
Lauesen indrykkede et dementi af anklagerne, og professor Bjerg udtalte sig til fordel for ham. Snart fremkom der flere læserindlæg fra kollegaer og bekendte, der tog afstand fra anklagerne, og Lauesen udtalte, at han ønskede en æresret, der skulle rense ham fra dem. Denne blev etableret, og efter at have arbejdet med sagen i lang tid kunne den afsige kendelse 21. september 1947, som fuldt ud frikendte Lauesen for anklagerne. Det kom endda frem, at han, samt mange af hans bekendte, havde været med til at udføre illegalt arbejde under besættelsen. Dog udtalte den også forståelse for, hvorfor anklagerne kunne være fremkommet, bl.a. på grund af Lauesens Tysklandsrejse. Lauesen selv forblev mærket af sagen resten af sit liv.
Han modtog samme år Akademiets lille guldmedalje, og i 1948 vandt han den store guldmedalje. En ære, som kun var tilstået fem personer siden 1870. Han foretog flere rejser til Munchs fødeland Norge og blev ved med at bearbejde inspirationen fra denne kunstner. Han slog sig i 1950'erne ned i Sønderjylland, og omplantningen dertil havde positiv effekt på Lauesens psyke. Han blev gift med Inge Lisa Jacobsen i 1954, og de flyttede ind i det af Lauesen nyopførte hjem i Bodum.

## Lykkelige år
De næste 35 år blev de lykkeligste i Lauesens liv, og det afspejlede sig også i hans kunst. Temaet var familieliv, bl.a. en serie på ti oliemalier med titlen Dybvighoved-billederne. I 1960'erne og 70'erne arbejde han fortrinsvis med non-figurativ kunst. Han navngav ikke mere det enkelte værk, men kaldte dem alle for "Væretiller", dvs kunstværker der udmærker sig ved at have den særlige egenskab "at være til". I 1970 var han initiavtager til kunstnersammenslutningen Grænselandsudstillingen, som er en årlig tilbagevendende udstilling af kunstnere bosat i grænselandet mellem Tyskland og Danmark.
I 1980'erne vendte han tilbage til det figurative, og hans kunst i denne periode kan betegnes som en syntese af hans hele karriere som kunstner. Bl.a. kan fremhæves hans metafysisk-surreale triptykon Fornuft, angst, logik (1986) og Den guddommelige Treenigheds mysterium (1988).
Han døde i Aabenraa efteråret 1989 af knoglemarvskræft. I 2010 blev gaden "Harald W. Lauesens Gang" i Aabenraa opkaldt efter Lauesen.